# Cementerio de Trafalgar

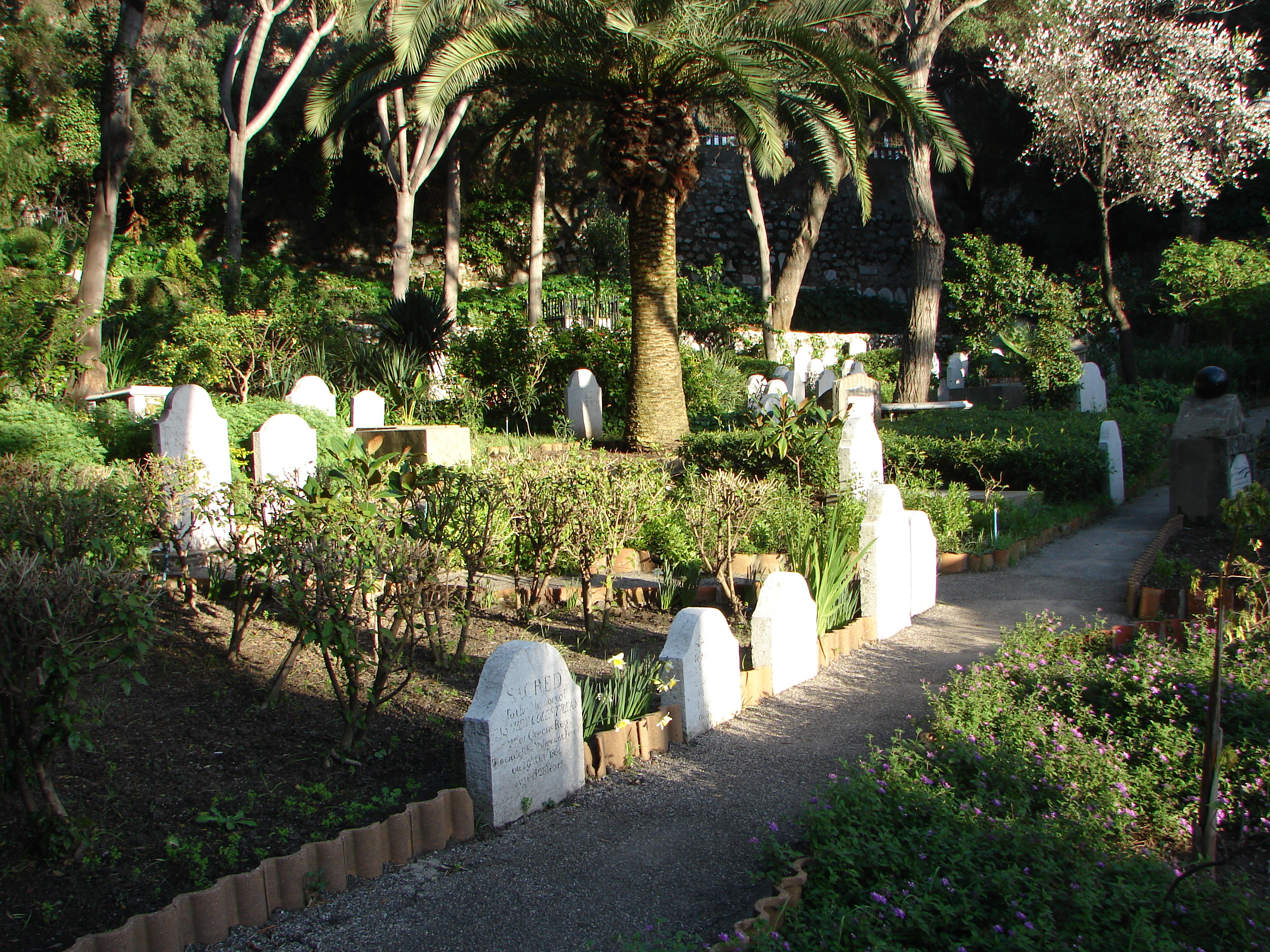
Cementerio de Trafalgar.

El cementerio de Trafalgar es un cementerio en Gibraltar (península ibérica) que se utilizó para enterramientos entre 1798 y 1814, y posteriormente cayó en desuso. Aunque su nombre conmemora la batalla de Trafalgar, solo dos de los enterrados allí murieron de heridas sufridas durante la batalla. Los muertos durante la batalla fueron enterrados en el mar.

## Historia
El cementerio fue consagrado en junio de 1798, siete años antes de la batalla de Trafalgar. Entonces era conocido como Southport Ditch Cemetery. La mayoría de las lápidas del cementerio memorializan los muertos de las tres epidemias de fiebre amarilla en 1804, 1813 y 1814 en Gibraltar. También se encuentran enterradas aquí las víctimas de las batallas marítimas distintas de las guerras napoleónicas tales como la batalla de Algeciras en 1801 y las acciones de Cádiz y Málaga en 1810 y 1812, respectivamente.
- Datos: Q1009226
- Multimedia: Trafalgar Cemetery / Q1009226